# BTS (Band)/Diskografie
Diese Diskografie ist eine Übersicht über die musikalischen Werke der südkoreanischen Boygroup BTS. Den Schallplattenauszeichnungen zufolge hat sie bisher mehr als 92,3 Millionen Tonträger verkauft, davon alleine in ihrer Heimat über 49 Millionen. Ihre erfolgreichste Veröffentlichung ist die Single Dynamite mit über 7,6 Millionen verkauften Einheiten.

## Alben

### Studioalben
| Jahr | Titel Musiklabel                                           | Höchstplatzierung, Gesamtwochen, AuszeichnungChartplatzierungen (Jahr, Titel, Musiklabel, Platzierungen, Wochen, Auszeichnungen, Anmerkungen) | Höchstplatzierung, Gesamtwochen, AuszeichnungChartplatzierungen (Jahr, Titel, Musiklabel, Platzierungen, Wochen, Auszeichnungen, Anmerkungen) | Höchstplatzierung, Gesamtwochen, AuszeichnungChartplatzierungen (Jahr, Titel, Musiklabel, Platzierungen, Wochen, Auszeichnungen, Anmerkungen) | Höchstplatzierung, Gesamtwochen, AuszeichnungChartplatzierungen (Jahr, Titel, Musiklabel, Platzierungen, Wochen, Auszeichnungen, Anmerkungen) | Höchstplatzierung, Gesamtwochen, AuszeichnungChartplatzierungen (Jahr, Titel, Musiklabel, Platzierungen, Wochen, Auszeichnungen, Anmerkungen) | Höchstplatzierung, Gesamtwochen, AuszeichnungChartplatzierungen (Jahr, Titel, Musiklabel, Platzierungen, Wochen, Auszeichnungen, Anmerkungen) | Höchstplatzierung, Gesamtwochen, AuszeichnungChartplatzierungen (Jahr, Titel, Musiklabel, Platzierungen, Wochen, Auszeichnungen, Anmerkungen) | Anmerkungen                                                                  | [↑]: gemeinsam behandelt mit vorhergehendem Eintrag; [←]: in beiden Charts platziert |
| Jahr | Titel Musiklabel                                           | KR | JP | DE | AT | CH | UK | US | Anmerkungen                                                                  |                                                                                      |
| ---- | ---------------------------------------------------------- | --- | --- | --- | --- | --- | --- | --- | ---------------------------------------------------------------------------- | ------------------------------------------------------------------------------------ |
| 2014 | Dark & Wild Big Hit Entertainment                          | KR2 (420 Wo.)KR | JP78 (1 Wo.)JP | — | — | — | — | — | Erstveröffentlichung: 19. August 2014 Verkäufe: + 472.607                    |                                                                                      |
| 2014 | Wake Up Pony Canyon                                        | — | JP3 (13 Wo.)JP | — | — | — | — | — | Erstveröffentlichung: 24. Dezember 2014 Verkäufe: + 28.000                   |                                                                                      |
| 2016 | Youth Pony Canyon                                          | — | JP1 Gold · (28 Wo.)JP | — | — | — | — | — | Erstveröffentlichung: 7. September 2016 Verkäufe: + 100.000                  |                                                                                      |
| 2016 | Wings Big Hit Entertainment                                | KR1 (350 Wo.)KR | JP57 (5 Wo.)JP | — | — | CH62 (1 Wo.)CH | UK62 Silber · (1 Wo.)UK | US26 (3 Wo.)US | Erstveröffentlichung: 10. Oktober 2016 Verkäufe: + 1.497.299                 |                                                                                      |
| 2017 | Wings: You Never Walk Alone a Big Hit Entertainment        | KR1 (324 Wo.)KR[JP: ↑] | JP57 (5 Wo.)JP | — | — | — | —[US: ↑] | US26 (3 Wo.)US | Erstveröffentlichung: 13. Februar 2017 Verkäufe werden zu Wings hinzuaddiert |                                                                                      |
| 2018 | Face Yourself Universal Music Japan                        | — | JP1 ×2Doppelplatin · (177 Wo.)JP | — | AT42 (1 Wo.)AT | CH62 (1 Wo.)CH | UK78 Gold · (2 Wo.)UK | US43 (1 Wo.)US | Erstveröffentlichung: 4. April 2018 Verkäufe: + 612.000                      |                                                                                      |
| 2018 | Love Yourself 轉 ‘Tear’ Big Hit Entertainment              | KR1 ×3Dreifachdiamant · (304 Wo.)KR | JP3 Gold · (… Wo.)JP | DE17 (30 Wo.)DE | AT5 (2 Wo.)AT | CH8 (10 Wo.)CH | UK8 Gold · (11 Wo.)UK | US1 (15 Wo.)US | Erstveröffentlichung: 18. Mai 2018 Verkäufe: + 3.582.633                     |                                                                                      |
| 2020 | Map of the Soul: 7 Big Hit Entertainment, Columbia Records | KR1 ×5Fünffachdiamant · (… Wo.)KR | JP1 Platin · (25 Wo.)JP | DE1 (74 Wo.)DE | AT1 (34 Wo.)AT | CH1 (58 Wo.)CH | UK1 Gold · (14 Wo.)UK | US1 Platin · (95 Wo.)US | Erstveröffentlichung: 21. Februar 2020 Verkäufe: + 6.764.946                 |                                                                                      |
| 2020 | Map of the Soul: 7 ~ The Journey ~ Def Jam, Virgin Records | — | JP1 Diamant · (114 Wo.)JP | DE6 (8 Wo.)DE | AT5 (5 Wo.)AT | CH7 (7 Wo.)CH | UK35 Silber · (2 Wo.)UK | US14 (4 Wo.)US | Erstveröffentlichung: 14. Juli 2020 Verkäufe: + 1.420.000                    |                                                                                      |
| 2020 | Be Big Hit Entertainment, Columbia Records                 | KR1 ×3Dreifachdiamant · (103 Wo.)KR | JP1 Platin · (47 Wo.)JP | DE4 (32 Wo.)DE | AT4 (14 Wo.)AT | CH2 (31 Wo.)CH | UK2 Silber · (5 Wo.)UK | US1 Platin · (37 Wo.)US | Erstveröffentlichung: 20. November 2020 Verkäufe: + 4.412.500                |                                                                                      |

### Livealben
| Jahr | Titel Musiklabel                                          | Höchstplatzierung, Gesamtwochen, AuszeichnungChartplatzierungen (Jahr, Titel, Musiklabel, Platzierungen, Wochen, Auszeichnungen, Anmerkungen) | Höchstplatzierung, Gesamtwochen, AuszeichnungChartplatzierungen (Jahr, Titel, Musiklabel, Platzierungen, Wochen, Auszeichnungen, Anmerkungen) | Höchstplatzierung, Gesamtwochen, AuszeichnungChartplatzierungen (Jahr, Titel, Musiklabel, Platzierungen, Wochen, Auszeichnungen, Anmerkungen) | Höchstplatzierung, Gesamtwochen, AuszeichnungChartplatzierungen (Jahr, Titel, Musiklabel, Platzierungen, Wochen, Auszeichnungen, Anmerkungen) | Höchstplatzierung, Gesamtwochen, AuszeichnungChartplatzierungen (Jahr, Titel, Musiklabel, Platzierungen, Wochen, Auszeichnungen, Anmerkungen) | Höchstplatzierung, Gesamtwochen, AuszeichnungChartplatzierungen (Jahr, Titel, Musiklabel, Platzierungen, Wochen, Auszeichnungen, Anmerkungen) | Höchstplatzierung, Gesamtwochen, AuszeichnungChartplatzierungen (Jahr, Titel, Musiklabel, Platzierungen, Wochen, Auszeichnungen, Anmerkungen) | Anmerkungen                         |
| Jahr | Titel Musiklabel                                          | KR | JP | DE | AT | CH | UK | US | Anmerkungen                         |
| ---- | --------------------------------------------------------- | --- | --- | --- | --- | --- | --- | --- | ----------------------------------- |
| 2025 | Permission to Dance On Stage – Live Big Hit Entertainment | KR2 (… Wo.)KR | JP5 (… Wo.)JP | DE9 (… Wo.)DE | AT9 (… Wo.)AT | CH18 (1 Wo.)CH | — | US10 (2 Wo.)US | Erstveröffentlichung: 18. Juli 2025 |

### Kompilationen
| Jahr | Titel Musiklabel                                                           | Höchstplatzierung, Gesamtwochen, AuszeichnungChartplatzierungen (Jahr, Titel, Musiklabel, Platzierungen, Wochen, Auszeichnungen, Anmerkungen) | Höchstplatzierung, Gesamtwochen, AuszeichnungChartplatzierungen (Jahr, Titel, Musiklabel, Platzierungen, Wochen, Auszeichnungen, Anmerkungen) | Höchstplatzierung, Gesamtwochen, AuszeichnungChartplatzierungen (Jahr, Titel, Musiklabel, Platzierungen, Wochen, Auszeichnungen, Anmerkungen) | Höchstplatzierung, Gesamtwochen, AuszeichnungChartplatzierungen (Jahr, Titel, Musiklabel, Platzierungen, Wochen, Auszeichnungen, Anmerkungen) | Höchstplatzierung, Gesamtwochen, AuszeichnungChartplatzierungen (Jahr, Titel, Musiklabel, Platzierungen, Wochen, Auszeichnungen, Anmerkungen) | Höchstplatzierung, Gesamtwochen, AuszeichnungChartplatzierungen (Jahr, Titel, Musiklabel, Platzierungen, Wochen, Auszeichnungen, Anmerkungen) | Höchstplatzierung, Gesamtwochen, AuszeichnungChartplatzierungen (Jahr, Titel, Musiklabel, Platzierungen, Wochen, Auszeichnungen, Anmerkungen) | Anmerkungen                                                 |
| Jahr | Titel Musiklabel                                                           | KR | JP | DE | AT | CH | UK | US | Anmerkungen                                                 |
| ---- | -------------------------------------------------------------------------- | --- | --- | --- | --- | --- | --- | --- | ----------------------------------------------------------- |
| 2014 | 2Cool 4Skool / O!RUL8,2? Big Hit Entertainment                             | — | JP58 (2 Wo.)JP | — | — | — | — | — | Erstveröffentlichung: 23. April 2014                        |
| 2016 | The Most Beautiful Moment In Life: Young Forever Big Hit Entertainment     | KR1 (… Wo.)KR | JP51 (3 Wo.)JP | — | — | — | UK— GoldUK | US107 (1 Wo.)US | Erstveröffentlichung: 2. Mai 2016 Verkäufe: + 1.143.652     |
| 2017 | The Best of Bangtan Sonyeondan -Korea Edition- Pony Canyon                 | — | JP5 Gold · (136 Wo.)JP | — | — | — | — | — | Erstveröffentlichung: 6. Januar 2017 Verkäufe: + 100.000    |
| 2017 | The Best of Bodan Shonendan -Japan Edition- Pony Canyon                    | — | JP6 Gold · (210 Wo.)JP | — | — | — | — | — | Erstveröffentlichung: 6. Januar 2017 Verkäufe: + 100.000    |
| 2018 | Love Yourself 結 ‘Answer’ Big Hit Entertainment                            | KR1 ×3Dreifachdiamant · (266 Wo.)KR | JP1 Gold · (… Wo.)JP | DE23 (62 Wo.)DE | AT14 (4 Wo.)AT | CH13 (20 Wo.)CH | UK14 Gold · (12 Wo.)UK | US1 Platin · (100 Wo.)US | Erstveröffentlichung: 24. August 2018 Verkäufe: + 4.312.000 |
| 2021 | BTS, the Best Big Hit Entertainment, Universal Japan                       | — | JP1 Diamant · (137 Wo.)JP | DE6 (17 Wo.)DE | AT8 (5 Wo.)AT | CH5 (12 Wo.)CH | UK71 Silber · (1 Wo.)UK | US19 (2 Wo.)US | Erstveröffentlichung: 16. Juni 2021 Verkäufe: + 1.060.000   |
| 2022 | Proof Big Hit Entertainment, Universal Japan                               | KR1 ×3Dreifachdiamant · (40 Wo.)KR | JP1 ×2Doppelplatin · (71 Wo.)JP | DE1 (27 Wo.)DE | AT1 (13 Wo.)AT | CH1 (22 Wo.)CH | UK8 Gold · (4 Wo.)UK | US1 (41 Wo.)US | Erstveröffentlichung: 10. Juni 2022 Verkäufe: + 3.990.000   |
| 2025 | 2025 BTS Festa: Capsule Album Vol.1 Big Hit Entertainment, Universal Japan | KR3 Platin · (… Wo.)KR | — | — | — | — | — | — | Erstveröffentlichung: 27. Juni 2025 Verkäufe: + 250.000     |

### Soundtracks
| Jahr | Titel Musiklabel                          | Höchstplatzierung, Gesamtwochen, AuszeichnungChartplatzierungen (Jahr, Titel, Musiklabel, Platzierungen, Wochen, Auszeichnungen, Anmerkungen) | Höchstplatzierung, Gesamtwochen, AuszeichnungChartplatzierungen (Jahr, Titel, Musiklabel, Platzierungen, Wochen, Auszeichnungen, Anmerkungen) | Höchstplatzierung, Gesamtwochen, AuszeichnungChartplatzierungen (Jahr, Titel, Musiklabel, Platzierungen, Wochen, Auszeichnungen, Anmerkungen) | Höchstplatzierung, Gesamtwochen, AuszeichnungChartplatzierungen (Jahr, Titel, Musiklabel, Platzierungen, Wochen, Auszeichnungen, Anmerkungen) | Höchstplatzierung, Gesamtwochen, AuszeichnungChartplatzierungen (Jahr, Titel, Musiklabel, Platzierungen, Wochen, Auszeichnungen, Anmerkungen) | Höchstplatzierung, Gesamtwochen, AuszeichnungChartplatzierungen (Jahr, Titel, Musiklabel, Platzierungen, Wochen, Auszeichnungen, Anmerkungen) | Höchstplatzierung, Gesamtwochen, AuszeichnungChartplatzierungen (Jahr, Titel, Musiklabel, Platzierungen, Wochen, Auszeichnungen, Anmerkungen) | Anmerkungen                                             |
| Jahr | Titel Musiklabel                          | KR | JP | DE | AT | CH | UK | US | Anmerkungen                                             |
| ---- | ----------------------------------------- | --- | --- | --- | --- | --- | --- | --- | ------------------------------------------------------- |
| 2019 | BTS World Big Hit Entertainment, Take One | KR1 ×2Doppelplatin · (10 Wo.)KR | JP4 (4 Wo.)JP | DE7 (7 Wo.)DE | AT16 (6 Wo.)AT | CH6 (7 Wo.)CH | — | US26 (5 Wo.)US | Erstveröffentlichung: 28. Juni 2019 Verkäufe: + 500.000 |

### EPs
| Jahr | Titel Musiklabel                                               | Höchstplatzierung, Gesamtwochen, AuszeichnungChartplatzierungen (Jahr, Titel, Musiklabel, Platzierungen, Wochen, Auszeichnungen, Anmerkungen) | Höchstplatzierung, Gesamtwochen, AuszeichnungChartplatzierungen (Jahr, Titel, Musiklabel, Platzierungen, Wochen, Auszeichnungen, Anmerkungen) | Höchstplatzierung, Gesamtwochen, AuszeichnungChartplatzierungen (Jahr, Titel, Musiklabel, Platzierungen, Wochen, Auszeichnungen, Anmerkungen) | Höchstplatzierung, Gesamtwochen, AuszeichnungChartplatzierungen (Jahr, Titel, Musiklabel, Platzierungen, Wochen, Auszeichnungen, Anmerkungen) | Höchstplatzierung, Gesamtwochen, AuszeichnungChartplatzierungen (Jahr, Titel, Musiklabel, Platzierungen, Wochen, Auszeichnungen, Anmerkungen) | Höchstplatzierung, Gesamtwochen, AuszeichnungChartplatzierungen (Jahr, Titel, Musiklabel, Platzierungen, Wochen, Auszeichnungen, Anmerkungen) | Höchstplatzierung, Gesamtwochen, AuszeichnungChartplatzierungen (Jahr, Titel, Musiklabel, Platzierungen, Wochen, Auszeichnungen, Anmerkungen) | Anmerkungen                                                                                             | [↑]: gemeinsam behandelt mit vorhergehendem Eintrag; [←]: in beiden Charts platziert |
| Jahr | Titel Musiklabel                                               | KR | JP | DE | AT | CH | UK | US | Anmerkungen                                                                                             |                                                                                      |
| ---- | -------------------------------------------------------------- | --- | --- | --- | --- | --- | --- | --- | --- | ------------------------------------------------------------------------------------ |
| 2013 | O!RUL8,2? Big Hit Entertainment                                | KR4 (476 Wo.)KR | — | — | — | CH66 (1 Wo.)CH | — | — | Erstveröffentlichung: 11. September 2013 Verkäufe: + 338.750 Charteinstieg in CH erst 2022              |                                                                                      |
| 2014 | Skool Luv Affair Big Hit Entertainment                         | KR1 (456 Wo.)KR | JP92 (1 Wo.)JP | DE35 (1 Wo.)DE | — | CH49 (1 Wo.)CH | — | US12 (2 Wo.)US | Erstveröffentlichung: 12. Februar 2014 Verkäufe: + 580.140                                              |                                                                                      |
| 2014 | Skool Luv Affair Special Addition Big Hit Entertainment        | KR1 (11 Wo.)KR | —[DE: ↑] | DE35 (1 Wo.)DE | —[CH: ↑] | CH49 (1 Wo.)CH | —[US: ↑] | US12 (2 Wo.)US | Wiederveröffentlichung: 14. Mai 2014 und 13. Oktober 2020 Verkäufe werden Skool Luv Affair hinzuaddiert |                                                                                      |
| 2015 | The Most Beautiful Moment in Life, Pt. 1 Big Hit Entertainment | KR1 (409 Wo.)KR | JP9 (6 Wo.)JP | — | — | — | — | — | Erstveröffentlichung: 29. April 2015 Verkäufe: + 734.739                                                |                                                                                      |
| 2015 | The Most Beautiful Moment in Life, Pt. 2 Big Hit Entertainment | KR1 (430 Wo.)KR | JP45 (2 Wo.)JP | — | — | — | — | US171 (1 Wo.)US | Erstveröffentlichung: 30. November 2015 Verkäufe: + 884.118                                             |                                                                                      |
| 2017 | Love Yourself 承 ‘Her’ Big Hit Entertainment                   | KR1 (331 Wo.)KR | JP1 (… Wo.)JP | DE26 (2 Wo.)DE | AT17 (2 Wo.)AT | CH26 (3 Wo.)CH | UK14 Gold · (2 Wo.)UK | US7 (44 Wo.)US | Erstveröffentlichung: 18. September 2017 Verkäufe: + 3.143.347                                          |                                                                                      |
| 2019 | Map of the Soul: Persona Big Hit Entertainment                 | KR1 ×4Vierfachdiamant · (254 Wo.)KR | JP2 Gold · (… Wo.)JP | DE3 (47 Wo.)DE | AT4 (22 Wo.)AT | CH3 (45 Wo.)CH | UK1 Gold · (19 Wo.)UK | US1 Gold · (35 Wo.)US | Erstveröffentlichung: 12. April 2019 Verkäufe: + 5.029.089                                              |                                                                                      |

### Single-Alben
| Jahr | Titel Musiklabel                     | Höchstplatzierung, Gesamtwochen, AuszeichnungChartplatzierungen (Jahr, Titel, Musiklabel, Platzierungen, Wochen, Auszeichnungen, Anmerkungen) | Höchstplatzierung, Gesamtwochen, AuszeichnungChartplatzierungen (Jahr, Titel, Musiklabel, Platzierungen, Wochen, Auszeichnungen, Anmerkungen) | Höchstplatzierung, Gesamtwochen, AuszeichnungChartplatzierungen (Jahr, Titel, Musiklabel, Platzierungen, Wochen, Auszeichnungen, Anmerkungen) | Höchstplatzierung, Gesamtwochen, AuszeichnungChartplatzierungen (Jahr, Titel, Musiklabel, Platzierungen, Wochen, Auszeichnungen, Anmerkungen) | Höchstplatzierung, Gesamtwochen, AuszeichnungChartplatzierungen (Jahr, Titel, Musiklabel, Platzierungen, Wochen, Auszeichnungen, Anmerkungen) | Höchstplatzierung, Gesamtwochen, AuszeichnungChartplatzierungen (Jahr, Titel, Musiklabel, Platzierungen, Wochen, Auszeichnungen, Anmerkungen) | Höchstplatzierung, Gesamtwochen, AuszeichnungChartplatzierungen (Jahr, Titel, Musiklabel, Platzierungen, Wochen, Auszeichnungen, Anmerkungen) | Anmerkungen                                              |
| Jahr | Titel Musiklabel                     | KR | JP | DE | AT | CH | UK | US | Anmerkungen                                              |
| ---- | ------------------------------------ | --- | --- | --- | --- | --- | --- | --- | -------------------------------------------------------- |
| 2013 | 2 Cool 4 Skool Big Hit Entertainment | KR5 (477 Wo.)KR | — | — | — | — | — | — | Erstveröffentlichung: 12. Juni 2013 Verkäufe: + 333.641  |
| 2021 | Butter Big Hit Music                 | KR1 ×3Dreifachdiamant · (108 Wo.)KR | JP1 Platin · (4 Wo.)JP | — | — | — | — | — | Erstveröffentlichung: 9. Juli 2021 Verkäufe: + 3.250.000 |

## Singles

### Als Leadmusiker
| Jahr | Titel Album                                                                                 | Höchstplatzierung, Gesamtwochen, AuszeichnungChartplatzierungen (Jahr, Titel, Album, Platzierungen, Wochen, Auszeichnungen, Anmerkungen) | Höchstplatzierung, Gesamtwochen, AuszeichnungChartplatzierungen (Jahr, Titel, Album, Platzierungen, Wochen, Auszeichnungen, Anmerkungen) | Höchstplatzierung, Gesamtwochen, AuszeichnungChartplatzierungen (Jahr, Titel, Album, Platzierungen, Wochen, Auszeichnungen, Anmerkungen) | Höchstplatzierung, Gesamtwochen, AuszeichnungChartplatzierungen (Jahr, Titel, Album, Platzierungen, Wochen, Auszeichnungen, Anmerkungen) | Höchstplatzierung, Gesamtwochen, AuszeichnungChartplatzierungen (Jahr, Titel, Album, Platzierungen, Wochen, Auszeichnungen, Anmerkungen) | Höchstplatzierung, Gesamtwochen, AuszeichnungChartplatzierungen (Jahr, Titel, Album, Platzierungen, Wochen, Auszeichnungen, Anmerkungen) | Höchstplatzierung, Gesamtwochen, AuszeichnungChartplatzierungen (Jahr, Titel, Album, Platzierungen, Wochen, Auszeichnungen, Anmerkungen) | Anmerkungen | [↑]: gemeinsam behandelt mit vorhergehendem Eintrag; [←]: in beiden Charts platziert |
| Jahr | Titel Album                                                                                 | KR | JP | DE | AT | CH | UK | US | Anmerkungen |                                                                                      |
| --- | ------------------------------------------------------------------------------------------- | --- | --- | --- | --- | --- | --- | --- | --- | ------------------------------------------------------------------------------------ |
| 2013 | No More Dream KR: 2 Cool 4 Skool / JP: Wake Up                                              | KR124 (1 Wo.)KR | JP8 (6 Wo.)JP | — | — | — | — | — | Erstveröffentlichung: 11. Juni 2013 (KR) / 4. Juni 2014 (JP) Verkäufe: + 23.237                                                                              |                                                                                      |
| 2013 | We Are Bulletproof Pt. 2 KR: 2 Cool 4 Skool / JP: Wake Up                                   | — | — | — | — | — | — | — | Erstveröffentlichung: 2013 |                                                                                      |
| 2013 | N.O KR: O!RUL8,2? / JP: Wake Up                                                             | KR92 (1 Wo.)KR | — | — | — | — | — | — | Erstveröffentlichung: 10. September 2013 (KR) / 16. Juli 2014 (JP) Verkäufe: + 37.720                                                                        |                                                                                      |
| 2014 | Boy in Luv (상남자) KR: Skool Luv Affair / JP: Wake Up                                      | KR45 (5 Wo.)KR | JP4 (5 Wo.)JP | — | — | — | — | — | Erstveröffentlichung: 12. Februar 2014 Verkäufe: + 204.742                                                                                                   |                                                                                      |
| 2014 | Just One Day (하루만) Skool Luv Affair                                                      | KR149 (1 Wo.)KR | — | — | — | — | — | — | Erstveröffentlichung: 6. April 2014 Verkäufe: + 9.597 |                                                                                      |
| 2014 | Danger Dark & Wild                                                                          | KR58 (2 Wo.)KR | JP5 (3 Wo.)JP | — | — | — | — | — | Erstveröffentlichung: 19. August 2014 Verkäufe: + 34.475 |                                                                                      |
| 2014 | War of Hormone (호르몬전쟁) Dark & Wild                                                     | KR173 (1 Wo.)KR | — | — | — | — | — | — | Erstveröffentlichung: 21. Oktober 2014 |                                                                                      |
| 2015 | I Need U KR: The Most Beautiful Moment in Life, Part 1 / JP: Youth                          | KR5 (13 Wo.)KR | JP3 Gold (Streaming) · (8 Wo.)JP | — | — | — | — | — | Erstveröffentlichung: 29. April 2015 (KR) / 8. Dezember 2015 (JP)                                                                                            |                                                                                      |
| 2015 | For You Youth                                                                               | — | JP1 (11 Wo.)JP | — | — | — | — | — | Erstveröffentlichung: 17. Juni 2015 |                                                                                      |
| 2015 | Dope (쩔어) The Most Beautiful Moment in Life, Part 1                                       | KR44 (4 Wo.)KR | JP— Gold (Streaming)JP | — | — | — | — | — | Erstveröffentlichung: 24. Juni 2015 |                                                                                      |
| 2015 | Run KR: The Most Beautiful Moment in Life, Part 2 / JP: Youth                               | KR8 (16 Wo.)KR | JP2 Gold (Streaming) · (11 Wo.)JP | — | — | — | — | US— PlatinUS | Erstveröffentlichung: 30. November 2015 (KR) / 15. März 2016 (JP) Verkäufe: + 1.080.000                                                                      |                                                                                      |
| 2016 | Epilogue: Young Forever The Most Beautiful Moment In Life: Young Forever Verkäufe: + 64.086 | KR29 (1 Wo.)KR | — | — | — | — | — | — | Erstveröffentlichung: 19. April 2016 |                                                                                      |
| 2016 | Fire (불타오르네) The Most Beautiful Moment In Life: Young Forever                          | KR7 (18 Wo.)KR | JP— Gold (Streaming)JP | — | — | — | — | — | Erstveröffentlichung: 2. Mai 2016 Verkäufe: + 738.893 |                                                                                      |
| 2016 | Save Me The Most Beautiful Moment In Life: Young Forever                                    | KR19 (4 Wo.)KR | JP— Gold (Streaming)JP | — | — | — | — | US— GoldUS | Erstveröffentlichung: 15. Mai 2016 Verkäufe: + 580.857 |                                                                                      |
| 2016 | Blood Sweat & Tears (피 땀 눈물) / Chi, Ase, Namida KR: Wings / JP: Face Yourself           | KR1 (54 Wo.)KR | JP1 Gold (Streaming) + Silber (Streaming japanische Version) · (30 Wo.)JP                                                                | — | — | — | UK— SilberUK | US— PlatinUS | Erstveröffentlichung: 10. Oktober 2016 (KR) / 10. Mai 2017 Verkäufe: + 2.149.359                                                                             |                                                                                      |
| 2017 | Spring Day (봄날) You Never Walk Alone                                                      | KR1 (421 Wo.)KR | JP— Platin (Streaming)JP | — | — | — | — | US— GoldUS | Erstveröffentlichung: 13. Februar 2017 Verkäufe: + 2.034.438                                                                                                 |                                                                                      |
| 2017 | Not Today You Never Walk Alone                                                              | KR6 (7 Wo.)KR | JP— Gold (Streaming)JP | — | — | — | — | — | Erstveröffentlichung: 20. Februar 2017 Verkäufe: + 156.021                                                                                                   |                                                                                      |
| 2017 | DNA KR: Love Yourself 承 ‘Her’ / JP: Face Yourself                                          | KR2 (67 Wo.)KR | JP1 ×2Doppelplatin + Platin (Streaming) · (20 Wo.)JP                                                                                     | — | — | — | UK90 Silber · (2 Wo.)UK | US67 Platin · (4 Wo.)US | Erstveröffentlichung: 18. September 2017 (KR) / 18. September 2017 (JP) · Verkäufe: + 2.104.080; + JP: Silber (Streaming Japanische Version)                 |                                                                                      |
| 2017 | MIC Drop Love Yourself 承 ‘Her’                                                             | KR17 (25 Wo.)KR[JP: ↑] | JP1 ×2Doppelplatin + Platin (Streaming) · (20 Wo.)JP                                                                                     | — | — | — | — | — | Charteinstieg: 17. September 2017 Verkäufe: + 2.137.136 |                                                                                      |
| 2017 | MIC Drop (Steve Aoki Remix) KR: Love Yourself 承 ‘Her’ / JP: Face Yourself                  | KR39 (4 Wo.)KR[JP: ↑] | JP1 ×2Doppelplatin + Platin (Streaming) · (20 Wo.)JP                                                                                     | DE71 (1 Wo.)DE | AT46 (1 Wo.)AT | CH76 (1 Wo.)CH | UK46 Silber · (1 Wo.)UK | US28 Platin · (10 Wo.)US | Erstveröffentlichung: 24. November 2017 (KR) / 18. September 2017 (JP) · Verkäufe: + 130.550; feat. Desiigner; + JP: Gold (Streaming)                        |                                                                                      |
| 2017 | Crystal Snow Face Yourself                                                                  | KR94 (1 Wo.)KR[JP: ↑] | JP1 ×2Doppelplatin + Platin (Streaming) · (20 Wo.)JP                                                                                     | — | — | — | — | — | Erstveröffentlichung: 18. September 2017 (JP) · + JP: Gold (Streaming)                                                                                       |                                                                                      |
| 2018 | Don’t Leave Me Face Yourself / Signal OST                                                   | — | JP— Gold (Streaming)JP | — | — | — | — | — | Erstveröffentlichung: 4. April 2018 Verkäufe: + 20.000 |                                                                                      |
| 2018 | Fake Love Love Yourself 轉 ‘Tear’                                                           | KR1 Platin (Download) + Platin (Streaming) · (53 Wo.)KR                                                                                  | JP1 ×2Doppelplatin + Platin (Streaming Fake Love) · (34 Wo.)JP                                                                           | DE56 (1 Wo.)DE | AT22 (1 Wo.)AT | CH41 (1 Wo.)CH | UK42 Silber · (3 Wo.)UK | US10 Platin · (6 Wo.)US | Erstveröffentlichung: 18. Mai 2018 (KR) / 7. November 2018 (JP) Verkäufe: + 4.365.000                                                                        |                                                                                      |
| 2018 | Airplane pt. 2 Love Yourself: Tear                                                          | —[JP: ↑] | JP1 ×2Doppelplatin + Platin (Streaming Fake Love) · (34 Wo.)JP                                                                           | — | — | — | — | — | Erstveröffentlichung: 7. November 2018 Verkäufe: + 20.000 |                                                                                      |
| 2018 | Idol Love Yourself 結 ’Answer’                                                              | KR1 Platin (Download) + Platin (Streaming) · (70 Wo.)KR                                                                                  | JP— Platin (Streaming)JP | DE43 (1 Wo.)DE | — | — | UK21 Silber · (3 Wo.)UK | US11 Platin · (3 Wo.)US | Erstveröffentlichung: 24. August 2018 Verkäufe: + 3.735.000                                                                                                  |                                                                                      |
| 2018 | Idol Love Yourself 結 ’Answer’                                                              | KR86 (1 Wo.)KR | —[DE: ↑] | DE43 (1 Wo.)DE | AT26 (1 Wo.)AT | CH45 (1 Wo.)CH | —[US: ↑] | US11 Platin · (3 Wo.)US | Erstveröffentlichung: 25. August 2018; feat. Nicki Minaj Verkäufe werden dem Original hinzuaddiert                                                           |                                                                                      |
| 2019 | Boy with Luv Map of the Soul: Persona                                                       | KR1 ×3Platin (Download) + Dreifachplatin (Streaming) · (160 Wo.)KR                                                                       | JP1 ×2Diamant + Doppelplatin (Streaming) · (58 Wo.)JP                                                                                    | DE47 (4 Wo.)DE | AT27 (4 Wo.)AT | CH27 (3 Wo.)CH | UK13 Gold · (10 Wo.)UK | US8 Platin · (8 Wo.)US | Erstveröffentlichung: 12. April 2019 (KR) · feat. Halsey; Verkäufe: + 5.880.000 · + JP: Platin (Streaming Lights), + JP: Gold (Streaming Japanische Version) |                                                                                      |
| 2019 | Lights Map of the Soul: 7 ~ The Journey ~                                                   | —[JP: ↑] | JP1 ×2Diamant + Doppelplatin (Streaming) · (58 Wo.)JP                                                                                    | — | — | — | — | — | Erstveröffentlichung: 3. Juli 2019 (JP) Verkäufe: + 40.000                                                                                                   |                                                                                      |
| 2019 | Dream Glow BTS World                                                                        | KR75 (6 Wo.)KR | — | — | — | CH89 (1 Wo.)CH | UK61 (1 Wo.)UK | — | Erstveröffentlichung: 7. Juni 2019; mit Charli XCX |                                                                                      |
| 2019 | A Brand New Day BTS World                                                                   | KR103 (3 Wo.)KR | — | — | — | — | — | — | Erstveröffentlichung: 14. Juni 2019; mit Zara Larsson |                                                                                      |
| 2019 | All Night BTS World                                                                         | KR102 (3 Wo.)KR | — | — | — | — | — | — | Erstveröffentlichung: 21. Juni 2019; mit Juice Wrld |                                                                                      |
| 2019 | Heartbeat BTS World                                                                         | KR62 (4 Wo.)KR | — | — | — | — | — | — | Erstveröffentlichung: 28. Juni 2019 |                                                                                      |
| 2019 | Make It Right –                                                                             | KR80 (1 Wo.)KR | — | — | — | — | — | US76 (2 Wo.)US | Erstveröffentlichung: 18. Oktober 2019; feat. Lauv; Verkäufe: + 35.000                                                                                       |                                                                                      |
| 2020 | Black Swan Map of the Soul: 7                                                               | KR7 (39 Wo.)KR | JP— Gold (Streaming)JP | DE77 (1 Wo.)DE | AT62 (1 Wo.)AT | CH45 (1 Wo.)CH | UK46 (1 Wo.)UK | US57 Gold · (1 Wo.)US | Erstveröffentlichung: 17. Januar 2020 Verkäufe: + 530.000 |                                                                                      |
| 2020 | On Map of the Soul: 7                                                                       | KR1 Platin (Streaming) · (47 Wo.)KR | JP— Gold (Streaming)JP | DE36 (1 Wo.)DE | AT23 (2 Wo.)AT | CH27 (2 Wo.)CH | UK21 Silber · (3 Wo.)UK | US4 Gold · (2 Wo.)US | Erstveröffentlichung: 21. Februar 2020 Verkäufe: + 735.000; solo oder feat. Sia                                                                              |                                                                                      |
| 2020 | Stay Gold Map of the Soul: 7 ~ The Journey ~                                                | — | JP— ×2Gold (Digital) + Doppelplatin (Streaming)JP                                                                                        | — | — | — | — | — | Erstveröffentlichung: 19. Juni 2020 Verkäufe: + 140.000 |                                                                                      |
| 2020 | Your Eyes Tell Map of the Soul: 7 ~ The Journey ~                                           | — | JP— Platin (Streaming)JP | — | — | — | — | — | Erstveröffentlichung: 14. Juli 2020 Verkäufe: + 40.000 |                                                                                      |
| 2020 | Dynamite Be                                                                                 | KR1 ×3Dreifachplatin (Streaming) · (223 Wo.)KR                                                                                           | JP— ×2Doppelplatin (Digital) + Diamant (Streaming)JP                                                                                     | DE8 Gold · (29 Wo.)DE | AT9 (20 Wo.)AT | CH4 (27 Wo.)CH | UK3 Platin · (27 Wo.)UK | US1 ×5Fünffachplatin · (32 Wo.)US | Erstveröffentlichung: 21. August 2020 Verkäufe: + 7.683.333                                                                                                  |                                                                                      |
| 2020 | Life Goes On Be                                                                             | KR3 Platin (Streaming) · (56 Wo.)KR | JP— Platin (Streaming)JP | DE37 (1 Wo.)DE | AT34 (1 Wo.)AT | CH23 (1 Wo.)CH | UK10 (2 Wo.)UK | US1 Gold · (3 Wo.)US | Erstveröffentlichung: 20. November 2020 Verkäufe: + 500.000                                                                                                  |                                                                                      |
| 2021 | Film Out BTS, the Best                                                                      | — | JP— Platin (Streaming)JP | DE— bDE | — | — | UK73 (1 Wo.)UK | US81 (1 Wo.)US | Erstveröffentlichung: 2. April 2021 Verkäufe: + 40.000 |                                                                                      |
| 2021 | Butter –                                                                                    | KR1 Platin (Streaming) · (134 Wo.)KR | JP— Platin (Digital) + Diamant (Streaming)JP                                                                                             | DE6 (13 Wo.)DE | AT7 (7 Wo.)AT | CH7 (11 Wo.)CH | UK3 Gold · (15 Wo.)UK | US1 ×2Doppelplatin · (20 Wo.)US | Erstveröffentlichung: 21. Mai 2021 Verkäufe: + 3.165.000 |                                                                                      |
| 2021 | Permission to Dance –                                                                       | KR2 Platin (Streaming) · (80 Wo.)KR | JP— ×3Gold (Digital) + Dreifachplatin (Streaming)JP                                                                                      | DE23 (3 Wo.)DE | AT28 (1 Wo.)AT | CH23 (2 Wo.)CH | UK16 Silber · (7 Wo.)UK | US1 Gold · (7 Wo.)US | Erstveröffentlichung: 9. Juli 2021 Verkäufe: + 800.000 |                                                                                      |
| 2021 | My Universe Music of the Spheres                                                            | KR2 (52 Wo.)KR | JP— Gold (Streaming)JP | DE13 Gold · (32 Wo.)DE | AT29 Platin · (25 Wo.)AT | CH11 ×2Doppelplatin · (33 Wo.)CH | UK3 Platin · (19 Wo.)UK | US1 Platin · (17 Wo.)US | Erstveröffentlichung: 24. September 2021 Verkäufe: + 3.183.333; mit Coldplay                                                                                 |                                                                                      |
| 2022 | Yet to Come (The Most Beautiful Moment) Proof                                               | KR4 (18 Wo.)KR | JP— Gold (Streaming)JP | DE63 (1 Wo.)DE | — | CH41 (1 Wo.)CH | UK27 (2 Wo.)UK | US13 (2 Wo.)US | Erstveröffentlichung: 10. Juni 2022 Verkäufe: + 40.000 |                                                                                      |
| 2022 | Bad Decisions –                                                                             | KR82 (5 Wo.)KR | — | DE89 (1 Wo.)DE | — | CH76 (1 Wo.)CH | UK53 (1 Wo.)UK | US10 Gold · (5 Wo.)US | Erstveröffentlichung: 5. August 2022 Verkäufe: + 580.000; mit Benny Blanco & Snoop Dogg                                                                      |                                                                                      |
| 2023 | The Planet Bastions OST                                                                     | KR77 (6 Wo.)KR | — | — | — | — | — | — | Erstveröffentlichung: 12. Mai 2023 |                                                                                      |
| 2023 | Take Two –                                                                                  | KR11 (15 Wo.)KR | — | DE— cDE | — | — | UK59 (1 Wo.)UK | US48 (1 Wo.)US | Erstveröffentlichung: 9. Juni 2023 |                                                                                      |
| Folgende Lieder erschienen nicht als Single, wurden aber durch das Album zum Download und Streaming bereitgestellt und konnten somit eine Platzierung erlangen: |                                                                                             | | | | | | | | |                                                                                      |
| |                                                                                             | | | | | | | | |                                                                                      |
| 2013 | Like (좋아요) 2 Cool 4 Skool                                                                | — | — | — | — | — | — | — | Erstveröffentlichung: 2013 |                                                                                      |
| 2013 | Intro: 2 Cool 4 Skool 2 Cool 4 Skool                                                        | — | — | — | — | — | — | — | Erstveröffentlichung: 2013 |                                                                                      |
| 2013 | Interlude 2 Cool 4 Skool                                                                    | — | — | — | — | — | — | — | Erstveröffentlichung: 2013 |                                                                                      |
| 2013 | Skit: Circle Room Talk 2 Cool 4 Skool                                                       | — | — | — | — | — | — | — | Erstveröffentlichung: 2013 |                                                                                      |
| 2013 | Outro: Circle Room Cypher 2 Cool 4 Skool                                                    | — | — | — | — | — | — | — | Erstveröffentlichung: 2013 |                                                                                      |
| 2013 | Outro: Circle Room Cypher 2 Cool 4 Skool                                                    | — | — | — | — | — | — | — | Erstveröffentlichung: 2013 |                                                                                      |
| 2013 | Satoori Rap (팔도강산) O!RUL8,2?                                                            | KR303 (1 Wo.)KR | — | — | — | — | — | — | Charteinstieg: 14. September 2013 Verkäufe: + 4.326 |                                                                                      |
| 2013 | We On O!RUL8,2?                                                                             | KR368 (1 Wo.)KR | — | — | — | — | — | — | Charteinstieg: 14. September 2013 Verkäufe: + 3.590 |                                                                                      |
| 2013 | If I Ruled the World O!RUL8,2?                                                              | KR373 (1 Wo.)KR | — | — | — | — | — | — | Charteinstieg: 14. September 2013 Verkäufe: + 3.478 |                                                                                      |
| 2013 | Attack on Bangtan (진격의 방탄) O!RUL8,2?                                                   | KR353 (1 Wo.)KR | — | — | — | — | — | — | Erstveröffentlichung: 11. November 2013 (KR) / 19. November 2014 (JP) Verkäufe: + 3.769                                                                      |                                                                                      |
| 2014 | Where You From (어디에서 왔는지) Skool Luv Affair                                           | KR156 (1 Wo.)KR | — | — | — | — | — | — | Charteinstieg: 14. September 2014 Verkäufe: + 8.449 |                                                                                      |
| 2014 | Tomorrow Skool Luv Affair                                                                   | KR180 (1 Wo.)KR | — | — | — | — | — | — | Charteinstieg: 14. September 2014 Verkäufe: + 6.808 |                                                                                      |
| 2014 | Jump Skool Luv Affair                                                                       | KR190 (1 Wo.)KR | — | — | — | — | — | — | Charteinstieg: 14. September 2014 Verkäufe: + 6.320 |                                                                                      |
| 2014 | Miss Right Skool Luv Affair Special Addition                                                | KR43 (2 Wo.)KR | — | — | — | — | — | — | Erstveröffentlichung: 14. Mai 2014 |                                                                                      |
| 2014 | Spine Breaker (등골브레이커) Skool Luv Affair                                               | KR201 (1 Wo.)KR | — | — | — | — | — | — | Charteinstieg: 14. September 2014 Verkäufe: + 6.027 |                                                                                      |
| 2014 | BTS Cypher Pt. 2: Triptych Skool Luv Affair                                                 | KR208 (1 Wo.)KR | — | — | — | — | — | — | Charteinstieg: 14. September 2014 Verkäufe: + 5.606 |                                                                                      |
| 2014 | Outro: Propose Skool Luv Affair                                                             | KR231 (1 Wo.)KR | — | — | — | — | — | — | Charteinstieg: 14. September 2014 Verkäufe: + 4.977 |                                                                                      |
| 2014 | Intro: Skool Luv Affair Skool Luv Affair                                                    | KR246 (1 Wo.)KR | — | — | — | — | — | — | Charteinstieg: 14. September 2014 Verkäufe: + 4.595 |                                                                                      |
| 2014 | Skit: Soulmate Skool Luv Affair                                                             | KR312 (1 Wo.)KR | — | — | — | — | — | — | Charteinstieg: 14. September 2014 Verkäufe: + 3.848 |                                                                                      |
| 2014 | Slow Jam Remix (좋아요) Skool Luv Affair Special Addition                                   | KR232 (1 Wo.)KR | — | — | — | — | — | — | Charteinstieg: 14. September 2014 Verkäufe: + 7.080 |                                                                                      |
| 2014 | Rain Dark & Wild                                                                            | KR162 (1 Wo.)KR | — | — | — | — | — | — | Charteinstieg: 17. August 2014 Verkäufe: + 11.565 |                                                                                      |
| 2014 | Blanket Kick (이불킥) Dark & Wild                                                           | KR163 (1 Wo.)KR | — | — | — | — | — | — | Charteinstieg: 17. August 2014 Verkäufe: + 11.565 |                                                                                      |
| 2014 | Let Me Know Dark & Wild                                                                     | KR175 (1 Wo.)KR | — | — | — | — | — | — | Charteinstieg: 17. August 2014 Verkäufe: + 10.338 |                                                                                      |
| 2014 | 24/7=Heaven Dark & Wild                                                                     | KR176 (1 Wo.)KR | — | — | — | — | — | — | Charteinstieg: 17. August 2014 Verkäufe: + 10.505 |                                                                                      |
| 2014 | Look Here (여기 봐) Dark & Wild                                                             | KR178 (1 Wo.)KR | — | — | — | — | — | — | Charteinstieg: 17. August 2014 Verkäufe: + 10.370 |                                                                                      |
| 2014 | Would You Turn off Your cellphone? (핸드폰 좀 꺼줄래) Dark & Wild                           | KR182 (1 Wo.)KR | — | — | — | — | — | — | Charteinstieg: 17. August 2014 Verkäufe: + 10.158 |                                                                                      |
| 2014 | 2nd Grade (2학년) Dark & Wild                                                               | KR192 (1 Wo.)KR | — | — | — | — | — | — | Charteinstieg: 17. August 2014 Verkäufe: + 9.350 |                                                                                      |
| 2014 | Hip Hop Lover (힙합성애자) Dark & Wild                                                      | KR196 (1 Wo.)KR | — | — | — | — | — | — | Charteinstieg: 17. August 2014 Verkäufe: + 9.102 |                                                                                      |
| 2014 | BTS Cypher Pt. 3: Killer Dark & Wild                                                        | KR199 (1 Wo.)KR | — | — | — | — | — | — | Charteinstieg: 17. August 2014 Verkäufe: + 8.707 |                                                                                      |
| 2014 | Intro: What Am I to You Dark & Wild                                                         | KR219 (1 Wo.)KR | — | — | — | — | — | — | Charteinstieg: 17. August 2014 Verkäufe: + 7.785 |                                                                                      |
| 2014 | Outro: Does That Make Sense? Outro: (그게 말이 돼?) Dark & Wild                             | KR224 (1 Wo.)KR | — | — | — | — | — | — | Charteinstieg: 17. August 2014 Verkäufe: + 7.754 |                                                                                      |
| 2014 | Interlude: What Are You Doing Interlude: (뭐해) Dark & Wild                                 | KR252 (1 Wo.)KR | — | — | — | — | — | — | Charteinstieg: 17. August 2014 Verkäufe: + 7.376 |                                                                                      |
| 2015 | Hold Me Tight (잡아줘) The Most Beautiful Moment in Life, Part 1                            | KR59 (2 Wo.)KR | — | — | — | — | — | — | Charteinstieg: 1. Mai 2015 |                                                                                      |
| 2015 | Converse High The Most Beautiful Moment in Life, Part 1                                     | KR70 (1 Wo.)KR | — | — | — | — | — | — | Charteinstieg: 1. Mai 2015 |                                                                                      |
| 2015 | Boyz with Fun (흥탄소년단) The Most Beautiful Moment in Life, Part 1                        | KR80 (1 Wo.)KR | — | — | — | — | — | — | Charteinstieg: 1. Mai 2015 |                                                                                      |
| 2015 | Outro: Love Is Not Over The Most Beautiful Moment in Life, Part 1                           | KR98 (1 Wo.)KR | — | — | — | — | — | — | Charteinstieg: 1. Mai 2015 |                                                                                      |
| 2015 | Moving On (이사) The Most Beautiful Moment in Life, Part 1                                  | KR102 (1 Wo.)KR | — | — | — | — | — | — | Charteinstieg: 1. Mai 2015 |                                                                                      |
| 2015 | Intro: The Most Beautiful Moment in Life The Most Beautiful Moment in Life, Part 1          | KR110 (1 Wo.)KR | — | — | — | — | — | — | Charteinstieg: 1. Mai 2015 |                                                                                      |
| 2015 | Skit: Expectation! The Most Beautiful Moment in Life, Part 1                                | KR128 (1 Wo.)KR | — | — | — | — | — | — | Charteinstieg: 1. Mai 2015 |                                                                                      |
| 2015 | Butterfly The Most Beautiful Moment in Life, Part 2                                         | KR15 (2 Wo.)KR | — | — | — | — | — | — | Charteinstieg: 4. Dezember 2015 |                                                                                      |
| 2015 | Whalien 52 The Most Beautiful Moment in Life, Part 2                                        | KR31 (1 Wo.)KR | — | — | — | — | — | — | Charteinstieg: 4. Dezember 2015 |                                                                                      |
| 2015 | Autumn Leaves (고엽) The Most Beautiful Moment in Life, Part 2                              | KR35 (1 Wo.)KR | — | — | — | — | — | — | Charteinstieg: 4. Dezember 2015 |                                                                                      |
| 2015 | Ma City The Most Beautiful Moment in Life, Part 2                                           | KR36 (1 Wo.)KR | — | — | — | — | — | — | Charteinstieg: 4. Dezember 2015 |                                                                                      |
| 2015 | Silver Spoon (뱁새) The Most Beautiful Moment in Life, Part 2                               | KR44 (1 Wo.)KR | — | — | — | — | — | — | Charteinstieg: 4. Dezember 2015 |                                                                                      |
| 2015 | Outro: House of Cards The Most Beautiful Moment in Life, Part 2                             | KR47 (1 Wo.)KR | — | — | — | — | — | — | Charteinstieg: 4. Dezember 2015 |                                                                                      |
| 2015 | Intro: Never Mind The Most Beautiful Moment in Life, Part 2                                 | KR50 (1 Wo.)KR | — | — | — | — | — | — | Charteinstieg: 4. Dezember 2015 |                                                                                      |
| 2015 | Skit: One Night in a Strange City The Most Beautiful Moment in Life, Part 2                 | KR74 (1 Wo.)KR | — | — | — | — | — | — | Charteinstieg: 4. Dezember 2015 |                                                                                      |
| 2016 | Butterfly (Prologue Mix) The Most Beautiful Moment in Life: Young Forever                   | KR57 (1 Wo.)KR | — | — | — | — | — | — | Charteinstieg: 1. Mai 2016 Verkäufe: + 44.247 |                                                                                      |
| 2016 | Love Is Not Over The Most Beautiful Moment in Life: Young Forever                           | KR60 (1 Wo.)KR | — | — | — | — | — | — | Charteinstieg: 1. Mai 2016 Verkäufe: + 40.996 |                                                                                      |
| 2016 | House of Cards The Most Beautiful Moment in Life: Young Forever                             | KR61 (1 Wo.)KR | — | — | — | — | — | — | Charteinstieg: 1. Mai 2016 Verkäufe: + 40.749 |                                                                                      |
| 2016 | Run (Ballad Mix) The Most Beautiful Moment in Life: Young Forever                           | KR68 (1 Wo.)KR | — | — | — | — | — | — | Charteinstieg: 1. Mai 2016 Verkäufe: + 36.124 |                                                                                      |
| 2016 | I Need U (Urban Mix) The Most Beautiful Moment in Life: Young Forever                       | KR97 (1 Wo.)KR | — | — | — | — | — | — | Charteinstieg: 1. Mai 2016 Verkäufe: + 30.036 |                                                                                      |
| 2016 | I Need U (Remix) The Most Beautiful Moment in Life: Young Forever                           | KR122 (1 Wo.)KR | — | — | — | — | — | — | Charteinstieg: 1. Mai 2016 Verkäufe: + 24.857 |                                                                                      |
| 2016 | Run (Alternative Mix) The Most Beautiful Moment in Life: Young Forever                      | KR128 (1 Wo.)KR | — | — | — | — | — | — | Charteinstieg: 1. Mai 2016 Verkäufe: + 22.709 |                                                                                      |
| 2016 | Butterfly (Alternative Mix) The Most Beautiful Moment in Life: Young Forever                | KR162 (1 Wo.)KR | — | — | — | — | — | — | Charteinstieg: 1. Mai 2016 Verkäufe: + 23.073 |                                                                                      |
| 2016 | Lie Wings                                                                                   | KR19 (3 Wo.)KR | — | — | — | — | — | — | Charteinstieg: 15. Oktober 2016 Verkäufe: + 114.691 |                                                                                      |
| 2016 | Stigma Wings                                                                                | KR26 (1 Wo.)KR | — | — | — | — | — | — | Charteinstieg: 15. Oktober 2016 Verkäufe: + 96.222 |                                                                                      |
| 2016 | Begin Wings                                                                                 | KR27 (1 Wo.)KR | — | — | — | — | — | — | Charteinstieg: 15. Oktober 2016 Verkäufe: + 90.526 |                                                                                      |
| 2016 | Lost Wings                                                                                  | KR28 (2 Wo.)KR | — | — | — | — | — | — | Charteinstieg: 15. Oktober 2016 Verkäufe: + 97.315 |                                                                                      |
| 2016 | 21st Century Girl (21세기 소녀) Wings                                                       | KR29 (4 Wo.)KR | — | — | — | — | — | — | Charteinstieg: 15. Oktober 2016 Verkäufe: + 104.453 |                                                                                      |
| 2016 | Awake Wings                                                                                 | KR31 (1 Wo.)KR | — | — | — | — | — | — | Charteinstieg: 15. Oktober 2016 Verkäufe: + 90.778 |                                                                                      |
| 2016 | First Love Wings                                                                            | KR32 (1 Wo.)KR | — | — | — | — | — | — | Charteinstieg: 15. Oktober 2016 Verkäufe: + 88.562 |                                                                                      |
| 2016 | 2! 3! (둘! 셋! (그래도 좋은 날이 더 많기를)) Wings                                          | KR34 (2 Wo.)KR | — | — | — | — | — | — | Charteinstieg: 15. Oktober 2016 Verkäufe: + 88.589 |                                                                                      |
| 2016 | Am I Wrong Wings                                                                            | KR35 (2 Wo.)KR | — | — | — | — | — | — | Charteinstieg: 15. Oktober 2016 Verkäufe: + 93.244 |                                                                                      |
| 2016 | Mama Wings                                                                                  | KR37 (1 Wo.)KR | — | — | — | — | — | — | Charteinstieg: 15. Oktober 2016 Verkäufe: + 83.332 |                                                                                      |
| 2016 | Reflection Wings                                                                            | KR38 (1 Wo.)KR | — | — | — | — | — | — | Charteinstieg: 15. Oktober 2016 Verkäufe: + 82.068 |                                                                                      |
| 2016 | BTS Cypher 4 Wings                                                                          | KR39 (2 Wo.)KR | — | — | — | — | — | — | Charteinstieg: 15. Oktober 2016 Verkäufe: + 77.852 |                                                                                      |
| 2016 | Intro: Boy Meets Evil Wings                                                                 | KR40 (1 Wo.)KR | — | — | — | — | — | — | Charteinstieg: 15. Oktober 2016 |                                                                                      |
| 2016 | Interlude: Wings Wings                                                                      | KR43 (1 Wo.)KR | — | — | — | — | — | — | Charteinstieg: 15. Oktober 2016 |                                                                                      |
| 2017 | A Supplementary Story: You Never Walk Alone You Never Walk Alone                            | KR15 (2 Wo.)KR | — | — | — | — | — | — | Charteinstieg: 12. Februar 2017 Verkäufe: + 87.532 |                                                                                      |
| 2017 | Outro: Wings You Never Walk Alone                                                           | KR19 (2 Wo.)KR | — | — | — | — | — | — | Charteinstieg: 12. Februar 2017 Verkäufe: + 78.261 |                                                                                      |
| 2017 | Come Back Home Seo Taiji 25 Project                                                         | KR21 (1 Wo.)KR | — | — | — | — | — | — | Charteinstieg: 7. Juli 2017 Promo-Single |                                                                                      |
| 2017 | Best of Me Love Yourself 承 ‘Her’                                                           | KR7 (10 Wo.)KR | JP— Gold (Streaming)JP | — | — | — | — | — | Charteinstieg: 17. September 2017 Verkäufe: + 227.454 |                                                                                      |
| 2017 | Dimple (보조개) Love Yourself 承 ‘Her’                                                      | KR10 (4 Wo.)KR | JP— Gold (Streaming)JP | — | — | — | — | — | Charteinstieg: 17. September 2017 Verkäufe: + 119.469 |                                                                                      |
| 2017 | Pied Piper Love Yourself 承 ‘Her’                                                           | KR13 (4 Wo.)KR | — | — | — | — | — | — | Charteinstieg: 17. September 2017 Verkäufe: + 106.966 |                                                                                      |
| 2017 | Go (고민보다) Love Yourself 承 ‘Her’                                                        | KR14 (30 Wo.)KR | JP— Gold (Streaming)JP | — | — | — | — | — | Charteinstieg: 17. September 2017 Verkäufe: + 434.749 |                                                                                      |
| 2017 | Intro: Serendipity Love Yourself 承 ‘Her’                                                   | KR18 (3 Wo.)KR | — | — | — | — | — | — | Charteinstieg: 17. September 2017 |                                                                                      |
| 2017 | Outro: Her Love Yourself 承 ‘Her’                                                           | KR21 (3 Wo.)KR | — | — | — | — | — | — | Charteinstieg: 17. September 2017 |                                                                                      |
| 2017 | Skit: Billboard Music Awards Speech Love Yourself 承 ‘Her’                                  | KR34 (1 Wo.)KR | — | — | — | — | — | — | Charteinstieg: 17. September 2017 |                                                                                      |
| 2018 | Let Go Face Yourself                                                                        | — | JP— Gold (Streaming)JP | — | — | — | — | — | Erstveröffentlichung: 2018 Verkäufe: + 20.000 |                                                                                      |
| 2018 | Intro: Ringwanderung Face Yourself                                                          | — | — | — | — | — | — | — | Erstveröffentlichung: 2018 |                                                                                      |
| 2018 | Outro: Crack Face Yourself                                                                  | — | — | — | — | — | — | — | Erstveröffentlichung: 4. April 2018 |                                                                                      |
| 2018 | The Truth Untold (전하지 못한 진심) Love Yourself 轉 ‘Tear’                                 | KR7 (36 Wo.)KR | — | — | — | — | — | — | Charteinstieg: 19. Mai 2018 feat. Steve Aoki |                                                                                      |
| 2018 | 134340 Love Yourself 轉 ‘Tear’                                                              | KR25 (8 Wo.)KR | — | — | — | — | — | — | Charteinstieg: 19. Mai 2018 |                                                                                      |
| 2018 | Paradise (낙원) Love Yourself 轉 ‘Tear’                                                     | KR23 (13 Wo.)KR | — | — | — | — | — | — | Charteinstieg: 19. Mai 2018 |                                                                                      |
| 2018 | Love Maze Love Yourself 轉 ‘Tear’                                                           | KR28 (14 Wo.)KR | — | — | — | — | — | — | Charteinstieg: 19. Mai 2018 |                                                                                      |
| 2018 | Magic Shop Love Yourself 轉 ‘Tear’                                                          | KR32 (14 Wo.)KR | JP— Gold (Streaming)JP | — | — | — | — | — | Charteinstieg: 19. Mai 2018 |                                                                                      |
| 2018 | Anpanman Love Yourself 轉 ‘Tear’                                                            | KR22 (22 Wo.)KR | JP— Gold (Streaming)JP | — | — | — | — | — | Charteinstieg: 19. Mai 2018 |                                                                                      |
| 2018 | Airplane pt.2 Love Yourself 轉 ‘Tear’                                                       | KR35 (19 Wo.)KR | — | — | — | — | — | — | Charteinstieg: 19. Mai 2018 |                                                                                      |
| 2018 | So What Love Yourself 轉 ‘Tear’                                                             | KR44 (5 Wo.)KR | — | — | — | — | — | — | Charteinstieg: 19. Mai 2018 |                                                                                      |
| 2018 | Intro: Singularity Love Yourself 轉 ‘Tear’                                                  | KR54 (4 Wo.)KR | — | — | — | — | — | — | Charteinstieg: 19. Mai 2018 |                                                                                      |
| 2018 | Outro: Tear Love Yourself 轉 ‘Tear’                                                         | KR65 (4 Wo.)KR | — | — | — | — | — | — | Charteinstieg: 19. Mai 2018 |                                                                                      |
| 2018 | Fake Love (Rocking Vibe Mix) Love Yourself: Answer                                          | KR61 (1 Wo.)KR | — | — | — | — | — | — | Charteinstieg: 19. Mai 2018 |                                                                                      |
| 2018 | Euphoria Love Yourself 結 ‘Answer’                                                          | KR11 (25 Wo.)KR | JP— Platin (Streaming)JP | — | — | — | — | — | Charteinstieg: 25. August 2018 |                                                                                      |
| 2018 | I’m Fine Love Yourself 結 ‘Answer’                                                          | KR14 (30 Wo.)KR | JP— Gold (Streaming)JP | — | — | — | — | — | Charteinstieg: 25. August 2018 |                                                                                      |
| 2018 | Answer: Love Myself Love Yourself 結 ‘Answer’                                               | KR24 (21 Wo.)KR | JP— Gold (Streaming)JP | — | — | — | — | — | Charteinstieg: 25. August 2018 |                                                                                      |
| 2018 | Epiphany Love Yourself 結 ‘Answer’                                                          | KR30 (10 Wo.)KR | — | — | — | — | — | — | Charteinstieg: 25. August 2018 |                                                                                      |
| 2018 | Trivia 起: Just Dance Love Yourself 結 ‘Answer’                                             | KR42 (7 Wo.)KR | — | — | — | — | — | — | Charteinstieg: 25. August 2018 |                                                                                      |
| 2018 | Trivia 轉: Seesaw Love Yourself 結 ‘Answer’                                                 | KR39 (8 Wo.)KR | — | — | — | — | — | — | Charteinstieg: 25. August 2018 |                                                                                      |
| 2018 | Trivia 承: Love Love Yourself 結 ‘Answer’                                                   | KR56 (5 Wo.)KR | — | — | — | — | — | — | Charteinstieg: 25. August 2018 |                                                                                      |
| 2018 | Serendipity (Full Length Edition) Love Yourself 結 ‘Answer’                                 | KR77 (2 Wo.)KR | — | — | — | — | — | — | Charteinstieg: 25. August 2018 |                                                                                      |
| 2019 | Mikrokosmos (소우주) Map of the Soul: Persona                                               | KR8 (24 Wo.)KR | JP— Gold (Streaming)JP | — | — | — | UK74 (1 Wo.)UK | — | Charteinstieg: 19. April 2019 |                                                                                      |
| 2019 | Make It Right Map of the Soul: Persona                                                      | KR10 (21 Wo.)KR | JP— Gold (Streaming)JP | — | — | — | UK68 (5 Wo.)UK | US95 (1 Wo.)US | Charteinstieg: 19. April 2019 |                                                                                      |
| 2019 | Home Map of the Soul: Persona                                                               | KR16 (12 Wo.)KR | — | — | — | — | — | — | Charteinstieg: 19. April 2019 |                                                                                      |
| 2019 | Jamais Vu Map of the Soul: Persona                                                          | KR17 (11 Wo.)KR | — | — | — | — | — | — | Charteinstieg: 19. April 2019 |                                                                                      |
| 2019 | Dionysus Map of the Soul: Persona                                                           | KR21 (13 Wo.)KR | JP— Gold (Streaming)JP | — | — | — | — | — | Charteinstieg: 19. April 2019 |                                                                                      |
| 2019 | Intro: Persona Map of the Soul: Persona                                                     | KR34 (8 Wo.)KR | — | — | — | — | — | — | Charteinstieg: 19. April 2019 |                                                                                      |
| 2020 | 00:00 (Zero O’Clock) Map of the Soul: 7                                                     | KR6 (35 Wo.)KR | JP— Gold (Streaming)JP | — | — | — | — | — | Charteinstieg: 28. Februar 2020 |                                                                                      |
| 2020 | Filter Map of the Soul: 7                                                                   | KR15 (25 Wo.)KR | — | — | — | — | UK100 (1 Wo.)UK | US87 (1 Wo.)US | Charteinstieg: 28. Februar 2020 |                                                                                      |
| 2020 | Friends (친구) Map of the Soul: 7                                                           | KR13 (31 Wo.)KR | — | — | — | — | — | — | Charteinstieg: 28. Februar 2020 |                                                                                      |
| 2020 | Moon Map of the Soul: 7                                                                     | KR22 (28 Wo.)KR | — | — | — | — | — | — | Charteinstieg: 28. Februar 2020 |                                                                                      |
| 2020 | My Time (시차) Map of the Soul: 7                                                           | KR21 (16 Wo.)KR | — | — | — | — | — | US84 (1 Wo.)US | Charteinstieg: 28. Februar 2020 |                                                                                      |
| 2020 | Inner Child Map of the Soul: 7                                                              | KR24 (14 Wo.)KR | — | — | — | — | — | — | Charteinstieg: 28. Februar 2020 |                                                                                      |
| 2020 | Ugh! (욱) Map of the Soul: 7                                                                | KR34 (13 Wo.)KR | — | — | — | — | — | — | Charteinstieg: 28. Februar 2020 |                                                                                      |
| 2020 | Louder Than Bombs Map of the Soul: 7                                                        | KR36 (14 Wo.)KR | — | — | — | — | — | — | Charteinstieg: 28. Februar 2020 |                                                                                      |
| 2020 | We Are Bulletproof: The Eternal Map of the Soul: 7                                          | KR38 (14 Wo.)KR | — | — | — | — | — | — | Charteinstieg: 28. Februar 2020 |                                                                                      |
| 2020 | Respect Map of the Soul: 7                                                                  | KR47 (6 Wo.)KR | — | — | — | — | — | — | Charteinstieg: 28. Februar 2020 |                                                                                      |
| 2020 | Interlude: Shadow Map of the Soul: 7                                                        | KR48 (7 Wo.)KR | — | — | — | — | — | — | Charteinstieg: 28. Februar 2020 |                                                                                      |
| 2020 | Outro: Ego Map of the Soul: 7                                                               | KR51 (6 Wo.)KR | — | — | — | — | — | — | Charteinstieg: 28. Februar 2020 |                                                                                      |
| 2020 | Blue & Grey Be                                                                              | KR24 (6 Wo.)KR | JP— Gold (Streaming)JP | — | — | — | UK66 (1 Wo.)UK | US13 (1 Wo.)US | Charteinstieg: 3. Dezember 2020 |                                                                                      |
| 2020 | Fly to My Room (내 방을 여행하는 법) Be                                                     | KR22 (6 Wo.)KR | — | — | — | — | — | US69 (1 Wo.)US | Charteinstieg: 5. Dezember 2020 |                                                                                      |
| 2020 | Telepathy (잠시) Be                                                                         | KR38 (4 Wo.)KR | JP— Gold (Streaming)JP | — | — | — | — | US70 (1 Wo.)US | Charteinstieg: 5. Dezember 2020 |                                                                                      |
| 2020 | Stay Be                                                                                     | KR43 (4 Wo.)KR | — | — | — | — | — | US22 (1 Wo.)US | Charteinstieg: 5. Dezember 2020 |                                                                                      |
| 2020 | Dis-ease (병) Be                                                                            | KR48 (4 Wo.)KR | — | — | — | — | — | US72 (1 Wo.)US | Charteinstieg: 5. Dezember 2020 |                                                                                      |
| 2020 | Skit Be                                                                                     | KR87 (1 Wo.)KR | — | — | — | — | — | — | Charteinstieg: 3. Dezember 2020 |                                                                                      |
| 2022 | Born Singer Proof                                                                           | KR54 (3 Wo.)KR | — | — | — | — | — | — | Charteinstieg: 2022 |                                                                                      |
| 2022 | Run BTS (달려라 방탄) Proof                                                                 | KR84 (3 Wo.)KR | JP— Gold (Streaming)JP | — | — | CH87 (1 Wo.)CH | UK62 (1 Wo.)UK | US73 (1 Wo.)US | Charteinstieg: 19. Juni 2022 |                                                                                      |
| 2022 | For Youth Proof                                                                             | KR88 (2 Wo.)KR | — | — | — | — | — | — | Charteinstieg: 2022 |                                                                                      |

### Als Gastmusiker
| Jahr | Titel Album                                                                      | Höchstplatzierung, Gesamtwochen, AuszeichnungChartplatzierungen (Jahr, Titel, Album, Platzierungen, Wochen, Auszeichnungen, Anmerkungen) | Höchstplatzierung, Gesamtwochen, AuszeichnungChartplatzierungen (Jahr, Titel, Album, Platzierungen, Wochen, Auszeichnungen, Anmerkungen) | Höchstplatzierung, Gesamtwochen, AuszeichnungChartplatzierungen (Jahr, Titel, Album, Platzierungen, Wochen, Auszeichnungen, Anmerkungen) | Höchstplatzierung, Gesamtwochen, AuszeichnungChartplatzierungen (Jahr, Titel, Album, Platzierungen, Wochen, Auszeichnungen, Anmerkungen) | Höchstplatzierung, Gesamtwochen, AuszeichnungChartplatzierungen (Jahr, Titel, Album, Platzierungen, Wochen, Auszeichnungen, Anmerkungen) | Höchstplatzierung, Gesamtwochen, AuszeichnungChartplatzierungen (Jahr, Titel, Album, Platzierungen, Wochen, Auszeichnungen, Anmerkungen) | Höchstplatzierung, Gesamtwochen, AuszeichnungChartplatzierungen (Jahr, Titel, Album, Platzierungen, Wochen, Auszeichnungen, Anmerkungen) | Anmerkungen                                                                      |
| Jahr | Titel Album                                                                      | KR | JP | DE | AT | CH | UK | US | Anmerkungen                                                                      |
| ---- | -------------------------------------------------------------------------------- | --- | --- | --- | --- | --- | --- | --- | -------------------------------------------------------------------------------- |
| 2010 | Ashes (재) It Can’t Be Real                                                      | — | — | — | — | — | — | — | Erstveröffentlichung: 2010 Lim Jeong-hee feat. BTS                               |
| 2010 | Love U, Hate U Saint o’Clock                                                     | KR86 (1 Wo.)KR | — | — | — | — | — | — | Erstveröffentlichung: 2011 2AM feat. BTS                                         |
| 2011 | Bad Girl You Are the Best of My Life                                             | — | — | — | — | — | — | — | Erstveröffentlichung: 2011 Lee Hyun feat. BTS and Glam                           |
| 2011 | Because I’m a Foolish Woman (바보같은 여자라) Watch                              | — | — | — | — | — | — | — | Erstveröffentlichung: 2011 Kan Mi-youn feat. BTS                                 |
| 2011 | Song to Make You Smile (널 웃게 할 노래) Tonight                                 | KR36 (2 Wo.)KR | — | — | — | — | — | — | Erstveröffentlichung: 2011 Lee Seung-gi feat. BTS und Hareem                     |
| 2018 | Waste It on Me Neon Future III                                                   | KR80 (4 Wo.)KR | JP19 (2 Wo.)JP | DE98 (1 Wo.)DE | AT57 (1 Wo.)AT | CH81 (1 Wo.)CH | UK57 (1 Wo.)UK | US89 Gold · (1 Wo.)US | Erstveröffentlichung: 25. Oktober 2018 Verkäufe: + 580.000; Steve Aoki feat. BTS |
| 2020 | Savage Love (Laxed – Siren Beat) (BTS Remix) –                                   | KR6 Platin (Streaming) · (76 Wo.)KR | — | — | — | — | — | US1 (1 Wo.)US | Erstveröffentlichung: 2. Oktober 2020 Jawsh 685, Jason Derulo & BTS              |
| 2022 | Dreamers Dreamers (Music from the FIFA World Cup Qatar 2022 Official Soundtrack) | KR7 (42 Wo.)KR | — | — | — | — | — | — | Erstveröffentlichung: 25. November 2022 feat. FIFA Sound                         |

## Videoalben und Musikvideos

### Videoalben
| Jahr | Titel | Höchstplatzierung, Gesamtwochen, AuszeichnungChartsChartplatzierungen (Jahr, Titel, Platzierungen, Wochen, Auszeichnungen, Anmerkungen) | Anmerkungen                              |
| Jahr | Titel | JP | Anmerkungen                              |
| ---- | --- | --- | ---------------------------------------- |
| 2014 | 2014 BTS [Now]: BTS in Thailand Big Hit                                                                        | — | Erstveröffentlichung: 24. April 2014     |
| 2014 | 1st Japan Showcase –Next Stage– in Zepp Tokyo Big Hit, Pony Canyon                                             | — | Erstveröffentlichung: 27. August 2014    |
| 2014 | BTS 2015 Season’s Greetings Big Hit                                                                            | — | Erstveröffentlichung: 3. Dezember 2014   |
| 2015 | 2015 BTS [Now2]: BTS in Europe ＆ America Big Hit                                                              | — | Erstveröffentlichung: 16. Februar 2015   |
| 2015 | Rookie King Bangtan Boys Channel Bangtan Big Hit, Pony Canyon                                                  | JP37 (2 Wo.)JP | Erstveröffentlichung: 18. März 2015      |
| 2015 | 1st Japan Tour 2015 Wake Up: Open Your Eyes Big Hit, Pony Canyon                                               | JP8 (69 Wo.)JP | Erstveröffentlichung: 20. Mai 2015       |
| 2015 | BTS Memories of 2014 Big Hit                                                                                   | — | Erstveröffentlichung: 16. Juni 2015      |
| 2015 | BTS Summer Package in Kota Kinabalu 2015 Big Hit                                                               | — | Erstveröffentlichung: 22. Juli 2015      |
| 2015 | BTS 2016 Season’s Greetings Big Hit                                                                            | — | Erstveröffentlichung: 9. Dezember 2015   |
| 2016 | BTS Japan Official Fan Meeting Vol.2 –Undercover Mission– Big Hit, Pony Canyon                                 | — | Erstveröffentlichung: 13. Januar 2016    |
| 2016 | 2015 BTS Live (화양연화) on Stage Concert DVD Big Hit                                                          | — | Erstveröffentlichung: 23. Februar 2016   |
| 2016 | 2015 BTS Live (<花様年華 on stage>) ~Japan Edition~ at Yokohama Arena Big Hit, Pony Canyon                     | JP6 (117 Wo.)JP | Erstveröffentlichung: 15. März 2016      |
| 2016 | 2016 BTS [Now3]: BTS in Chicago – Dreaming Days Big Hit                                                        | — | Erstveröffentlichung: 5. April 2016      |
| 2016 | BTS Memories of 2015 Big Hit                                                                                   | — | Erstveröffentlichung: 21. Juni 2016      |
| 2016 | BTS Summer Package in Dubai 2016 Big Hit                                                                       | — | Erstveröffentlichung: 12. August 2016    |
| 2016 | BTS 2017 Season’s Greetings Big Hit                                                                            | — | Erstveröffentlichung: 9. Dezember 2016   |
| 2017 | 2016 BTS Live (<花様年華 on stage：Epilogue>) ~Japan Edition~ Big Hit, Pony Canyon                             | JP3 (228 Wo.)JP | Erstveröffentlichung: 15. Januar 2017    |
| 2017 | 2016 BTS Live 화양연화 on Stage: Epilogue Concert DVD Big Hit                                                  | — | Erstveröffentlichung: 15. Januar 2017    |
| 2017 | BTS 3rd Muster [Army.Zip+] Big Hit                                                                             | — | Erstveröffentlichung: 30. März 2017      |
| 2017 | BTS Japan Official Fanmeeting Vol.3 (～君に届く～) Big Hit, Play                                               | — | Erstveröffentlichung: 28. Juni 2017      |
| 2017 | BTS Memories of 2016 Big Hit                                                                                   | — | Erstveröffentlichung: 21. Juli 2017      |
| 2017 | 2017 BTS Summer Package Vol.3 Big Hit                                                                          | — | Erstveröffentlichung: 22. August 2017    |
| 2017 | 2017 BTS Live Trilogy Episode III The Wings Tour in Seoul Big Hit                                              | — | Erstveröffentlichung: 1. Dezember 2017   |
| 2017 | BTS 2018 Season’s Greetings Big Hit                                                                            | — | Erstveröffentlichung: 15. Dezember 2017  |
| 2017 | 2017 BTS Live Trilogy Episode III The Wings Tour ~ Japan Edition ~ Big Hit, Universal                          | JP2 Gold · (184 Wo.)JP | Erstveröffentlichung: 27. Dezember 2017  |
| 2018 | BTS Memories of 2017 Big Hit, Play, Genie, Universal                                                           | — | Erstveröffentlichung: 27. Juni 2018      |
| 2018 | 2017 BTS Live Trilogy Episode III The Wings Tour in Japan –Special Edition– at Kyocera Dome Big Hit, Universal | JP1 Gold · (180 Wo.)JP | Erstveröffentlichung: 11. Juli 2018      |
| 2018 | 2018 BTS Summer Package Vol. 4 Big Hit, Play, Genie, Universal                                                 | — | Erstveröffentlichung: 14. August 2018    |
| 2018 | BTS 4th Muster [Happy Ever After] Big Hit                                                                      | JP2 (21 Wo.)JP | Erstveröffentlichung: 31. Oktober 2018   |
| 2018 | BTS 2019 Season’s Greetings Big Hit                                                                            | — | Erstveröffentlichung: 28. Dezember 2018  |
| 2019 | BTS World Tour: Love Yourself in Seoul Big Hit                                                                 | JP— PlatinJP | Erstveröffentlichung: 27. März 2019      |
| 2019 | BTS World Tour: Love Yourself in New York Big Hit                                                              | — | Erstveröffentlichung: 27. Mai 2019       |
| 2019 | BTS World Tour: Love Yourself in Europe Big Hit                                                                | — | Erstveröffentlichung: 27. Mai 2019       |
| 2019 | BTS Memories of 2018 Big Hit                                                                                   | — | Erstveröffentlichung: 8. August 2019     |
| 2019 | 2019 BTS Summer Package Big Hit, Play, beNX                                                                    | — | Erstveröffentlichung: 26. September 2019 |
| 2019 | BTS World Tour: Love Yourself ~Japan Edition~ Big Hit, Universal                                               | JP1 (218 Wo.)JP | Erstveröffentlichung: 9. Oktober 2019    |
| 2019 | BTS 2020 Season’s Greetings Big Hit, Play                                                                      | — | Erstveröffentlichung: 19. Dezember 2019  |
| 2019 | BTS World Tour – Love Yourself: Speak Yourself in Sao Paulo Big Hit Three Sixty & Play                         | — | Erstveröffentlichung: 30. Dezember 2019  |
| 2020 | BTS 2020 Winter Package Big Hit Three Sixty, Play                                                              | — | Erstveröffentlichung: 29. Januar 2020    |
| 2020 | BTS 5th Muster [Magic Shop] Big Hit Three Sixty, Play                                                          | — | Erstveröffentlichung: 7. April 2020      |
| 2020 | BTS World Tour 'Love Yourself: Speak Yourself' – Japan Edition Big Hit Three Sixty                             | JP1 Gold · (182 Wo.)JP | Erstveröffentlichung: 15. April 2020     |
| 2020 | BTS Memories of 2019 Big Hit Three Sixty, Play                                                                 | — | Erstveröffentlichung: 12. August 2020    |
| 2020 | BTS Japan Official Fanmeeting Vol.5 [Magic Shop] Big Hit Three Sixty, Play                                     | — | Erstveröffentlichung: 26. August 2020    |
| 2020 | BTS World Tour 'Love Yourself: Speak Yourself' London Big Hit Three Sixty, Play                                | — | Erstveröffentlichung: 24. September 2020 |
| 2020 | BTS 2021 Season’s Greetings Big Hit Three Sixty, Play                                                          | — | Erstveröffentlichung: 15. Dezember 2020  |
| 2021 | BTS 2021 Winter Package Big Hit Three Sixty, Play                                                              | — | Erstveröffentlichung: 5. März 2021       |
| 2021 | BTS Memories of 2020 Big Hit Three Sixty, Play                                                                 | JP— GoldJP | Erstveröffentlichung: 10. August 2021    |
| 2021 | BTS Map of the Soul ON:E Big Hit, Hybe, Play                                                                   | JP— GoldJP | Erstveröffentlichung: 23. September 2021 |
| 2021 | BTS 2022 Season’s Greetings Big Hit, Hybe, Play                                                                | — | Erstveröffentlichung: 9. Dezember 2021   |
| 2022 | 2021 BTS Muster Sowoozoo Big Hit, Hybe, Play                                                                   | JP— GoldJP | Erstveröffentlichung: 27. Mai 2022       |
| 2022 | BTS Memories of 2021 Big Hit, Hybe, Play                                                                       | JP— GoldJP | Erstveröffentlichung: 19. August 2022    |
| 2022 | BTS World Tour ’Love Yourself: Speak Yourself’ [The Final] Big Hit, Hybe, Play                                 | JP— GoldJP | Erstveröffentlichung: 25. Oktober 2022   |
| 2023 | BTS Permission to Dance on Stage in the U.S. Big Hit, Hybe, Play                                               | — | Erstveröffentlichung: 27. November 2023  |

### Musikvideos
| Jahr | Titel                                                                         | Regie                                               |
| ---- | ----------------------------------------------------------------------------- | --------------------------------------------------- |
| 2013 | No More Dream (노 모어 드림)                                                  | Hong Won-ki                                         |
| 2013 | No More Dream (Dance Version)                                                 | Hong Won-ki                                         |
| 2013 | We Are Bulletproof Pt2 (위 아 불렛프루프 Pt.2)                                | Hong Won-ki                                         |
| 2013 | N.O (엔.오)                                                                   | Hong Won-ki                                         |
| 2014 | Boy In Luv (상남자)                                                           | Yongseok Choi und Edie Ko                           |
| 2014 | Boy In Luv (상남자) (Dance Version)                                           | Yongseok Choi und Edie Ko                           |
| 2014 | Just One Day (하루만)                                                         | Lumpens                                             |
| 2014 | Just One Day (Dance Version)                                                  | Lumpens                                             |
| 2014 | Just One Day (Facial Expression Version)                                      | Lumpens                                             |
| 2014 | Just One Day (One-Take Version)                                               | Lumpens                                             |
| 2014 | No More Dream (Japanische Version)                                            | Yongseok Choi                                       |
| 2014 | Boy in Luv (Japanische Version)                                               | Yongseok Choi                                       |
| 2014 | Danger                                                                        | Yongseok Choi                                       |
| 2014 | War of Hormone (호르몬 전쟁)                                                  | Hong Won-ki                                         |
| 2014 | Danger (Japanische Version)                                                   | Edie Ko                                             |
| 2014 | Danger (Mo-Blue-Mix) (mit Thanh Bui)                                          | Unbekannt                                           |
| 2015 | I Need U                                                                      | Lumpens                                             |
| 2015 | I Need U (Original Version)                                                   | Yongseok Choi                                       |
| 2015 | For You                                                                       | Hong Won-ki                                         |
| 2015 | For You (Dance Version)                                                       | Hong Won-ki                                         |
| 2015 | Dope (쩔어)                                                                   | Woogie Kim                                          |
| 2015 | Run                                                                           | Yongseok Choi und Edie Ko                           |
| 2015 | I Need U (Japanische Version)                                                 | Edie Ko                                             |
| 2016 | Run (Japanische Version)                                                      | Lumpens                                             |
| 2016 | Epilogue: Young Forever                                                       | Woogie Kim                                          |
| 2016 | Fire (불타오르네)                                                             | Lumpens                                             |
| 2016 | Fire (불타오르네) (Dance Version)                                             | Lumpens                                             |
| 2016 | Save Me                                                                       | Woogie Kim                                          |
| 2016 | Blood Sweat & Tears (피 땀 눈물)                                              | Lumpens                                             |
| 2017 | Spring Day (봄날)                                                             | Lumpens                                             |
| 2017 | Not Today                                                                     | Woogie Kim                                          |
| 2017 | Not Today (Choreografie Version)                                              | Woogie Kim                                          |
| 2017 | Blood Sweat & Tears (血、汗、涙) (Japanische Version)                         | Yongseok Choi                                       |
| 2017 | Come Back Home                                                                | Hong Won-ki                                         |
| 2017 | DNA                                                                           | Yongseok Choi                                       |
| 2017 | Mic Drop (Steve Aoki Remix) (mit Steve Aoki)                                  | Woogie Kim                                          |
| 2017 | Mic Drop (Japanische Version) [Short Version]                                 | Woogie Kim                                          |
| 2017 | Mic Drop (Japanische Version)                                                 | Woogie Kim                                          |
| 2017 | With Seoul                                                                    | Unbekannt                                           |
| 2018 | Fake Love                                                                     | Yongseok Choi                                       |
| 2018 | Fake Love (Extended Version)                                                  | Yongseok Choi                                       |
| 2018 | Idol                                                                          | Yongseok Choi                                       |
| 2018 | Idol (Alternative Version) (mit Nicki Minaj)                                  | Yongseok Choi                                       |
| 2018 | Airplane pt.2 (Japanische Version)                                            | Yongseok Choi                                       |
| 2018 | Waste It on Me (mit Steve Aoki)                                               | Joe Hahn                                            |
| 2019 | Boy with Luv (작은 것들을 위한 시) (mit Halsey)                               | Yongseok Choi                                       |
| 2019 | Boy with Luv (작은 것들을 위한 시) (ARMY with Luv Version, mit Halsey)        | Yongseok Choi                                       |
| 2019 | Heartbeat                                                                     | Unbekannt                                           |
| 2019 | Lights                                                                        | Doori Kwak                                          |
| 2019 | Make It Right (mit Lauv)                                                      | Guzza                                               |
| 2019 | Make It Right (Vertical Version)                                              | Guzza                                               |
| 2020 | ON’ Kinetic Manifesto Film: Come Prima                                        | Yongseok Choi                                       |
| 2020 | On                                                                            | Yongseok Choi                                       |
| 2020 | Who (Official visualiser) (mit Lauv)                                          | –                                                   |
| 2020 | Black Swan                                                                    | Yongseok Choi und Guzza                             |
| 2020 | We are Bulletproof: the Eternal                                               | Wonmo Seong                                         |
| 2020 | Stay Gold                                                                     | Ko Yoo Jeong                                        |
| 2020 | Dynamite                                                                      | Yongseok Choi und Yoon Jihye                        |
| 2020 | Dynamite (B-Side)                                                             | Yongseok Choi und Yoon Jihye                        |
| 2020 | Dynamite (’70s Remix)                                                         | Yongseok Choi und Yoon Jihye                        |
| 2020 | Dynamite (Choreografie Version)                                               | Yongseok Choi und Yoon Jihye                        |
| 2020 | Savage Love (Laxed – Siren Beat) [BTS Remix] (mit Jawsh 685 und Jason Derulo) | –                                                   |
| 2020 | Life Goes On                                                                  | Jeon Jungkook, Yongseok Choi und Yoon Jihye         |
| 2020 | Life Goes On: on my pillow                                                    | Jeon Jungkook, Yongseok Choi und Yoon Jihye         |
| 2020 | Life Goes On: in the forest                                                   | Jeon Jungkook, Yongseok Choi und Yoon Jihye         |
| 2020 | Life Goes On: like an arrow                                                   | Jeon Jungkook, Nu Kim, Yongseok Choi und Yoon Jihye |
| 2021 | Film Out                                                                      | Yongseok Choi                                       |
| 2021 | Butter                                                                        | Yongseok Choi                                       |
| 2021 | Butter (Hotter Remix)                                                         | Yongseok Choi                                       |
| 2021 | Butter (Cooler Remix)                                                         | Yongseok Choi                                       |
| 2021 | Permission to Dance                                                           | Yongseok Choi und Woogie Kim                        |
| 2021 | Butter (Official visualizer) (mit Megan Thee Stallion)                        | –                                                   |
| 2021 | Permission to Dance (Shorts Challenge Version)                                | –                                                   |
| 2021 | My Universe (mit Coldplay)                                                    | Dave Meyers                                         |
| 2022 | Yet to Come (The Most Beautiful Moment)                                       | Yongseok Choi                                       |
| 2022 | Yet to Come (The Most Beautiful Moment) Special MV @ BTS Island: In The Seom  | –                                                   |
| 2022 | Yet To Come (feat. #MyBTStory)                                                | –                                                   |
| 2022 | Bad Decisions (mit Benny Blanco und Snoop Dogg)                               | Ben Sinclair                                        |
| 2022 | Yet To Come (Hyundai Version)                                                 | Unbekannt                                           |

## Statistik

### Chartauswertung
|                     | KR     | JP     | DE     | AT     | CH     | UK     | US     |
| ------------------- | ------ | ------ | ------ | ------ | ------ | ------ | ------ |
| Nummer-eins-Alben   | KR16KR | JP10JP | DE2DE  | AT2AT  | CH2CH  | UK2UK  | US6US  |
| Top-10-Alben        | KR20KR | JP18JP | DE8DE  | AT8AT  | CH8CH  | UK5UK  | US8US  |
| Alben in den Charts | KR20KR | JP24JP | DE12DE | AT12AT | CH15CH | UK11UK | US16US |

|                       | KR      | JP     | DE     | AT     | CH     | UK     | US     |
| --------------------- | ------- | ------ | ------ | ------ | ------ | ------ | ------ |
| Nummer-eins-Singles   | KR8KR   | JP5JP  | DE—DE  | AT—AT  | CH—CH  | UK—UK  | US6US  |
| Top-10-Singles        | KR26KR  | JP10JP | DE2DE  | AT2AT  | CH2CH  | UK4UK  | US10US |
| Singles in den Charts | KR163KR | JP11JP | DE14DE | AT12AT | CH16CH | UK23UK | US28US |

|                          | JP    |
| ------------------------ | ----- |
| Nummer-eins-Videoalben   | JP3JP |
| Top-10-Videoalben        | JP8JP |
| Videoalben in den Charts | JP9JP |

### Auszeichnungen für Musikverkäufe
| Land/RegionAuszeichnungen für Musikverkäufe (Land/Region, Auszeichnungen, Verkäufe, Quellen) | Silber       | Gold         | Platin         | Diamant       | Verkäufe   | Quellen              |
| -------------------------------------------------------------------------------------------- | ------------ | ------------ | -------------- | ------------- | ---------- | -------------------- |
| Australien (ARIA)                                                                            | —            | 6× Gold6     | 4× Platin4     | —             | 490.000    | aria.com.au          |
| Belgien (BRMA)                                                                               | —            | 2× Gold2     | Platin1        | —             | 60.000     | ultratop.be          |
| Brasilien (PMB)                                                                              | —            | 3× Gold3     | 5× Platin5     | Diamant1      | 420.000    | pro-musicabr.org.br  |
| Dänemark (IFPI)                                                                              | —            | 5× Gold5     | 2× Platin2     | —             | 230.000    | ifpi.dk              |
| Deutschland (BVMI)                                                                           | —            | 2× Gold2     | —              | —             | 400.000    | musikindustrie.de    |
| Finnland (IFPI)                                                                              | —            | 2× Gold2     | —              | —             | 40.000     | Einzelnachweise      |
| Frankreich (SNEP)                                                                            | —            | 7× Gold7     | 3× Platin3     | 2× Diamant2   | 1.566.666  | snepmusique.com      |
| Griechenland (IFPI)                                                                          | —            | Gold1        | —              | —             | 10.000     | Einzelnachweise      |
| Italien (FIMI)                                                                               | —            | 7× Gold7     | 4× Platin4     | —             | 535.000    | fimi.it              |
| Japan (RIAJ)                                                                                 | 2× Silber2   | 45× Gold45   | 32× Platin32   | 5× Diamant5   | 8.775.215  | riaj.or.jp JP2 JP3   |
| Kanada (MC)                                                                                  | —            | 3× Gold3     | 15× Platin15   | —             | 1.320.000  | musiccanada.com      |
| Kolumbien (ASINCOL)                                                                          | —            | Gold1        | —              | —             | 5.000      | Einzelnachweise      |
| Mexiko (AMPROFON)                                                                            | —            | 3× Gold3     | 2× Platin2     | —             | 210.000    | amprofon.com.mx      |
| Neuseeland (RMNZ)                                                                            | —            | 6× Gold6     | 7× Platin7     | —             | 225.000    | radioscope.co.nz NZ2 |
| Österreich (IFPI)                                                                            | —            | —            | Platin1        | —             | 30.000     | ifpi.at              |
| Philippinen (PARI)                                                                           | —            | Gold1        | —              | —             | 7.500      | Einzelnachweise      |
| Polen (ZPAV)                                                                                 | —            | 4× Gold4     | 4× Platin4     | 2× Diamant2   | 650.000    | olis.pl              |
| Portugal (AFP)                                                                               | —            | 2× Gold2     | 3× Platin3     | —             | 42.500     | Einzelnachweise      |
| Schweden (IFPI)                                                                              | —            | —            | Platin1        | —             | 80.000     | sverigetopplistan.se |
| Schweiz (IFPI)                                                                               | —            | —            | 2× Platin2     | —             | 40.000     | hitparade.ch         |
| Singapur (RIAS)                                                                              | —            | Gold1        | —              | —             | 5.000      | rias.org.sg          |
| Spanien (Promusicae)                                                                         | —            | 4× Gold4     | 4× Platin4     | —             | 330.000    | elportaldemusica.es  |
| Südkorea (KMCA)                                                                              | —            | —            | 19× Platin19   | 24× Diamant24 | 48.764.206 | circlechart.kr       |
| Ungarn (MAHASZ)                                                                              | —            | 3× Gold3     | —              | —             | 6.000      | slagerlistak.hu      |
| Vereinigte Staaten (RIAA)                                                                    | —            | 10× Gold10   | 18× Platin18   | —             | 23.272.953 | riaa.com             |
| Vereinigtes Königreich (BPI)                                                                 | 10× Silber10 | 11× Gold11   | 2× Platin2     | —             | 4.480.000  | bpi.co.uk            |
| Insgesamt                                                                                    | 12× Silber12 | 129× Gold129 | 129× Platin129 | 34× Diamant34 |            |                      |